# Blixa Bargeld
Blixa Bargeld, nascido Christian Emmerich (Berlim Ocidental, 12 de janeiro de 1959), é um cantor, compositor, ator e músico alemão, conhecido pelo seu trabalho com Einstürzende Neubauten e o Nick Cave and the Bad Seeds .

## Discografia solo
- 1995 "Commissioned Music"
- 1996 "Die Sonne"
- 2000 "Recycled" (Trilha Sonora composta por Blixa Bargeld, arranjada e dirigida por Tim Isfort e tocada por sua orquestra)
- 2001 "Elementarteilchen"
- 2006 "Blixa Bargeld liest Bertolt Brecht Erotische Gedichte" (Blixa Bargeld recitando os poemas eróticos de Bertolt Brecht em alemão.)

## Filmografia
- Recycled
- The Mummy (Sua única participação foi fazer o rosnado da múmia)
- Die Totale Therapie
- Die Terroristen!
- Der Himmel über Berlin (como ele mesmo, durante o show do Nick Cave and the Bad Seeds)
- Nihil oder Alle Zeit der Welt
- Dandy (1987, dirigido por Peter Sempel)
- Kalt wie Eis
- Liebeslieder (1995)
- Palast der Republik (2004)
- Halber Mensch (2005)
- On Tour with Neubauten.org (2006)
- Listen With Pain (2006)
- Blixa Bargeld: Rede / Speech DVD (2006)